# Joe Smith (football)
Pour les articles homonymes, voir Smith et Joe Smith.
Joseph "Joe" Smith est un footballeur anglais né le 25 juin 1889 à Dudley et mort le 11 août 1971 à Blackpool.

## Biographie
Joe Smith commence sa carrière de joueur de football dans la Staffordshire League avec le club de Newcastle St Luke's. Il est recruté par l'entraîneur de Bolton, George Eccles, en août 1908, qui lui offre 2,50£ par semaine. Il fait ses débuts avec le club lors d'une défaite contre West Bromwich Albion en avril 1909. Il s'impose comme titulaire lors de la saison 1910-1911. Il obtient sa première apparition avec l'équipe d'Angleterre contre l'Irlande en février 1913 lors de la victoire 2-1 des Anglais. Pendant la guerre, Smith marque 48 buts en 51 matchs avec Bolton. Durant cette période, il en marque six contre Stoke City en septembre 1916. Après la guerre, Joe Smith redevient international anglais mais ne reste que cinq matchs dans l'effectif de l'équipe nationale.

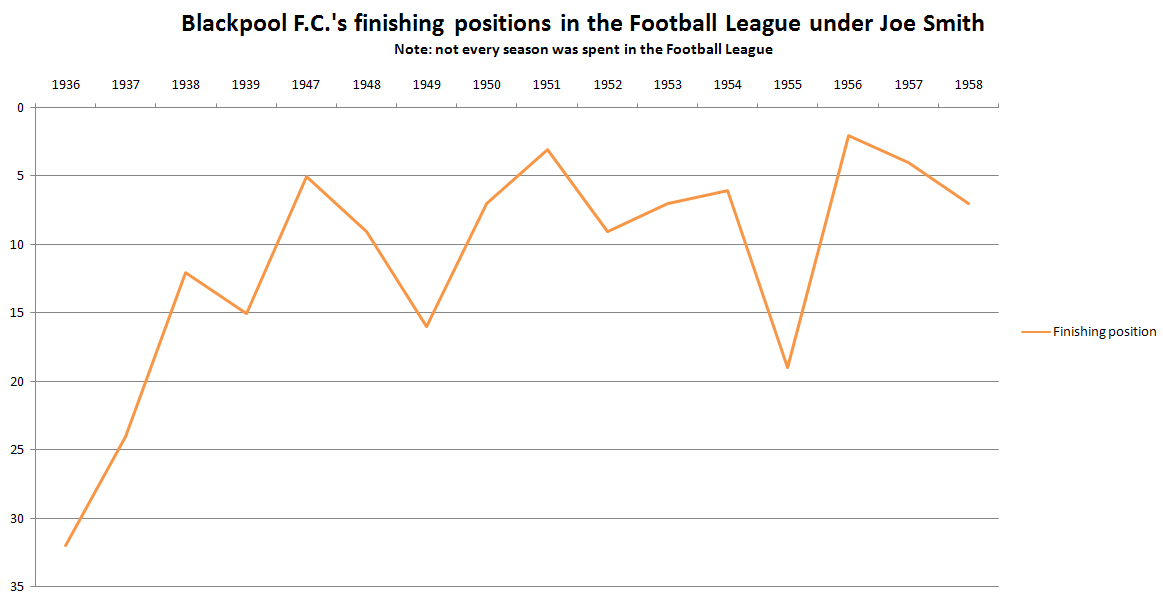
Classement annuel de Blackpool en Football League sous Joe Smith.

## Palmarès
Bolton Wanderers FC
- Meilleur buteur du Championnat d'Angleterre de football (1) :
  - 1921: 38 buts.
- Vainqueur de la FA Cup (2) : 
  - 1923 & 1926.
- Champion du Championnat d'Angleterre de football D2 (1) :
  - 1909.

Stockport County FC
- Meilleur buteur du Championnat d'Angleterre de football D3 Nord (1) :
  - 1928: 38 buts.